# Torrecuadrada de Molina
Torrecuadrada de Molina é um município da Espanha na província de Guadalajara, comunidade autónoma de Castilla-La Mancha, de área  km² com população de 19 habitantes (2007) e densidade populacional de 0,64 hab/km².

## Demografia
| Variação demográfica do município entre 1991 e 2004 | Variação demográfica do município entre 1991 e 2004 | Variação demográfica do município entre 1991 e 2004 | Variação demográfica do município entre 1991 e 2004 |
| --------------------------------------------------- | --------------------------------------------------- | --------------------------------------------------- | --------------------------------------------------- |
| 1991                                                | 1996                                                | 2001                                                | 2004                                                |
| 25                                                  | 22                                                  | 17                                                  | 23                                                  |